# Messier 68
Messier 68 (M68 ili NGC 4590) je kuglasti skup u zviježđu Vodena zmija. Otkrio ga je Charles Messier 1780. godine. Williamu Herschelu je prvom uspjelo razlučiti ga u pojedine zvijezde.

## Svojstva
M68 se nalazi na veoma neobičnom mjestu za kuglasti skup. Nalazi se daleko od ravnine Mliječne staze okolo koje su smješteni ostali kuglasti skupovi. Na nebeskoj sferi on se nalazi suprotno od središta Mliječne staze. 
Udaljenost skupa je oko 33,000 ly i prostire se na 106 svjetlosnih godina. Sadrži 42 poznate promjenjive zvijezde od kojih 28 pripada tipu RR Lyrae. Prividni sjaj skupa M68 magnitude je + 7.3, a prividni promjer je 11'.

## Amaterska promatranja
M68 je veoma teško promatrati iz naših krajeva. Skup ima veliku južnu deklinaciju i zbog toga se malo diže iznad horizonta. Od njega je teže promatrati samo galaksiju M83 jer se ona nalazi još južnije na nebeskoj sferi. U 200 milimetarskom teleskopu prilikom promatranja iz naselja i ako su uvjeti dobri, moguće je uočiti naznake granulacije i neke osnovne detalje u skupu poput jezgre.

## Vanjske poveznice
- (engl.) SEDS: NGC 4590
- (engl.) Revidirani Novi opći katalog
- (engl.) Izvangalaktička baza podataka NASA-e i IPAC-a
- (engl.) Astronomska baza podataka SIMBAD
- (engl.) VizieR